# 2017年亞洲室內暨武藝運動會中華台北代表團
2017年亞洲室內暨武藝運動會中華台北代表團是中華民國（台灣）以“中華台北”名義，參與在土庫曼阿什哈巴德舉行的2017年亞洲室內暨武藝運動會。

## 獎牌項目

### 正式項目
| 比賽項目 | 金牌 | 銀牌 | 銅牌 | 總數 |
| 游泳     | 3    | 2    | 1    | 6    |
| 克拉術   | 2    | 2    | 2    | 6    |
| 跆拳道   | 2    | 1    | 2    | 5    |
| 撞球     | 1    | 2    | 2    | 5    |
| 保齡球   | 1    | 0    | 3    | 4    |
| 室內網球 | 0    | 0    | 1    | 1    |
| 踢拳     | 0    | 0    | 1    | 1    |

### 示範項目
| 比賽項目 | 金牌 | 銀牌 | 銅牌 | 總數 |
| 電子競技 | 1    | 1    | 1    | 3    |

## 游泳
- 王郁濂：
  - 男子50公尺仰式（第8名）
  - 男子100公尺自由式（第4名）
- 林建良：
  - 男子50公尺自由式（ 銅牌）
  - 男子100公尺自由式（ 銀牌）
- 安廷耀：
  - 男子200公尺自由式（ 金牌）
  - 男子200公尺混合式（ 銀牌）
- 張國基：
  - 男子50公尺自由式（第9名）
  - 男子50公尺仰式（第10名）
  - 男子50公尺蝶式（第12名）
- 朱宸平：
  - 男子50公尺蝶式（第8名）
  - 男子100公尺蝶式（第5名）
- 王郁濂、林建良、安廷耀、張國基：
  - 男子4x50公尺自由式接力（ 金牌）
  - 男子4x100公尺自由式接力（ 金牌）
- 王郁濂、林建良、張國基、朱宸平：
  - 男子4x50公尺混合式接力（第5名）
- 王郁濂、林建良、安廷耀、朱宸平：
  - 男子4x100公尺混合式接力（第4名）

## 室內田徑
- 盧浩華：男子60公尺跨欄（第6名）
- 賴晉豪：男子鉛球（第13名）
- 馬皓瑋：男子鉛球（第14名）
- 劉祖沅：
  - 男子跳高（第12名）
  - 男子跳遠（第11名）
- 文華佑：男子跳遠（第8名）
- 王柔諠：女子400公尺（未晉級）
- 林庭瑋：女子60公尺跨欄（第5名）

## 3x3籃球
- 陳范柏彥、魏嘉豪、林彥廷、李允傑：男子團體3x3（未晉級）
- 吳瑋茹、曾萱儀、鄭慧慈、丁芷容：女子團體3x3（第7名）

## 撞球
- 張榮麟：男子個人花式9號球（ 金牌）
- 柯秉逸：男子個人花式9號球（ 銀牌）
- 鄭喻軒、柯秉逸：男子雙人花式9號球（ 銀牌）
- 周婕妤：
  - 女子個人花式9號球（未晉級）
  - 女子個人花式10號球（ 銅牌）
- 陳禾耘：女子個人花式9號球（未晉級）
- 魏子茜：女子個人花式10號球（ 銅牌）

## 保齡球

### 男子組
- 吳浩銘：男子單人賽（ 銅牌）
- 陳家興：男子單人賽（第29名）
- 蔡英豪：男子單人賽（第36名）
- 鄧瑞璞：男子單人賽（第44名）
- 蔡英豪、鄧瑞璞：男子雙人賽（第9名）
- 吳浩銘、陳家興：男子雙人賽（第11名）
- 吳浩銘、蔡英豪、鄧瑞璞、陳家興：男子團體賽（ 金牌）

### 女子組
- 潘育分：女子單人賽（第12名）
- 王雅婷：女子單人賽（第14名）
- 王亭雯：女子單人賽（第19名）
- 林庭羽：女子單人賽（第27名）
- 潘育分、王雅婷：女子雙人賽（ 銅牌）
- 林庭羽、王亭雯：女子雙人賽（第11名）
- 林庭羽、潘育分、王雅婷、王亭雯：女子團體賽（ 銅牌）

## 五人制足球
- 江信緯、洪偉騰、張仟縈、陳瑞杰、黃杰、賴明輝、林志紘、紀聖珐、陳湋鈞、傅立崴、黃泰翔、賴祐緯：男子五人制（未晉級）

## 室內網球
- 王政捷：男子單打（未晉級）
- 羅翊睿：男子單打（16強）
- 莊庠榆、蘇鈺翔：男子雙打（8強）
- 王兆宜：女子單打（16強）
- 魏菱萱：女子單打（16強）
- 魏莛婕、張筱筠：女子雙打（ 銅牌）
- 王政捷、張筱筠：混合雙打（未晉級）

## 運動舞蹈
- 程菀仁、張力文：
  - 狐步標準舞（第7名）
  - 快四步標準舞（第7名）
- 彭彥鳴、紀杏錡：
  - 恰恰恰拉丁舞（第7名）
  - 倫巴拉丁舞（第8名）
- 林詠鉦、林沛臻：
  - 森巴拉丁舞（第7名）
  - 捷舞拉丁舞（第8名）

## 角力
- 張禹萱：女子自由式48公斤級（未晉級）
- 陳玟陵：女子自由式69公斤級（未晉級）
- 張惠慈：女子自由式75公斤級（未晉級）

## 舉重

### 男子組
- 陳嘉隆：男子56公斤級（第11名）
- 江念恩：男子62公斤級（第8名）
- 謝書胤：男子77公斤級（第5名）
- 王偉成：男子94公斤級（第12名）
- 林聖倫：男子105公斤級（第12名）
- 謝昀庭：男子105公斤以上級（第7名）

### 女子組
- 周苑慈：女子53公斤級（第9名）
- 陳玟卉：女子58公斤級（第5名）
- 高柔安：女子63公斤級（第8名）
- 吳宣旻：女子75公斤級（第5名）
- 章育瑄：女子90公斤級（第7名）

## 跆拳道
- 何嘉欣：男子63公斤級（ 銅牌）
- 楊宗燁：男子74公斤級（8強）
- 羅至均：男子87公斤級（8強）
- 洪幼婷：女子49公斤級（ 金牌）
- 梁家瑜：女子53公斤級（16強）
- 陳宥庄：女子57公斤級（ 金牌）
- 林宜青：女子62公斤級（8強）
- 陳彥羽：女子67公斤級（ 銀牌）
- 馬婷霞：女子73公斤級（ 銅牌）

## 克拉術
- 黃君達：男子81公斤級（ 銀牌）
- 鄒佳雯：女子48公斤級（ 銅牌）
- 李宛庭：女子57公斤級（ 銅牌）
- 鄭玉兒：女子63公斤級（ 金牌）
- 楊憲慈：女子70公斤級（ 金牌）
- 高嘉璟：女子78公斤級（ 銀牌）

## 泰拳
- 陳禹希：男子54公斤級（16強）
- 洪嘉和：男子57公斤級（8強）
- 潘婷瑋：女子51公斤級（8強）
- 洪巧恩：女子54公斤級（8強）

## 桑搏
- 李佳怡：女子56公斤級（第5名）
- 楊雅鈞：女子72公斤級（第5名）

## 踢拳
- 梁家誠：
  - 半接觸男子69公斤級（未晉級）
  - 輕踢男子69公斤級（8強）
- 曾鏡諭：
  - 輕踢女子60公斤級（ 銅牌）

## 電子競技（示範項目）
- 陳明成：星海爭霸（第4名）
- 黃昱翔：星海爭霸（未晉級）
- 林家弘：格鬥天王14（ 金牌）
- 曾家鎮：格鬥天王14（ 銀牌）
- 曹祖霖：爐石戰記（未晉級）
- 陳永和：爐石戰記（ 銅牌）